# Typhlops golyathi
Espèce
Synonymes
- Cubatyphlops golyathi (Domínguez & Moreno, 2009)

Typhlops golyathi est une espèce de serpents de la famille des Typhlopidae. 

## Répartition
Cette espèce est endémique de  la province de Pinar del Río à Cuba. Elle se rencontre à Valle de San Vicente dans la municipalité de Viñales.

## Description
Typhlops golyathi mesure jusqu'à 371 mm de longueur totale don 360 mm de longueurstandard et 11 mm de queue.

## Étymologie
Son nom d'espèce lui a été donné en référence à Goliath, le personnage biblique, en raison de sa grande taille comparativement aux autres membres du genre Typhlops lorsqu'elle a été décrite.

## Publication originale
- Domínguez & Moreno, 2009 : Taxonomy of the Cuban blind snakes (Scolecophidia, Typhlopidae), with the description of a new large species. Zootaxa, no 2028, p. 59-66.